# Miss Namibia
Miss Namibia es un concurso de belleza nacional en Namibia. Se encarga de seleccionar a las representantes del país para los concursos Miss Universo, Miss Mundo y Miss Tierra.

## Historia
La primera edición de Miss Namibia fue celebrada en 1980 por Nic Kruger, el fundador del certamen. Después de eso, hubo tres directores nacionales: Nic Kruger (1980-1996), Danie Botes (1997-1998) y Conny Maritz (1999-presente).
En 2022, por primera vez, el top 3 representará a Namibia en concursos internacionales; Miss Namibia irá a Miss Universo, la primera finalista estará en Miss Mundo y la segunda finalista representará a Namibia en Miss Tierra.

## Títulos
Títulos actuales
- Miss Universo (1981-presente)
- Miss Mundo (1989-presente)
- Miss Tierra (2022-presente)

## Ganadoras
| Año  | Miss Namibia           | Región           |
| ---- | ---------------------- | ---------------- |
| 1980 | Bernice Tembo          | Khomas           |
| 1981 | Antoinette Knoetze     | Khomas           |
| 1982 | Desere Kotze           | Khomas           |
| 1983 | Astrid Klotzch         | Khomas           |
| 1984 | Peta Harley-Peters     | Khomas           |
| 1985 | Alice Pfeiffer         | Khomas           |
| 1986 | Jo-Rina Meyer          | Khomas           |
| 1987 | Bianca Pragt           | Khomas           |
| 1988 | Caroline du Preez      | Khomas           |
| 1989 | Emsie Esterhuizen      | Windhoek         |
| 1990 | Ronel Liebenberg       | Khomas           |
| 1991 | Michelle McLean        | Khomas           |
| 1992 | Anja Schroeder         | Khomas           |
| 1993 | Barbara Kahatjipara    | Khomas           |
| 1995 | Patricia Burt          | Khomas           |
| 1996 | Faghma Absalom         | Khomas           |
| 1997 | Sheya Shipanga         | Khomas           |
| 1998 | Retha Reinders         | Khomas           |
| 1999 | Vaanda Katjuongua      | Khomas           |
| 2000 | Mia de Klerk           | Khomas           |
| 2001 | Michelle Heita         | Khomas           |
| 2002 | Ndapewa Alfons         | Khomas           |
| 2003 | Petrina Thomas         | Khomas           |
| 2004 | Adele Basson           | Khomas           |
| 2005 | Leefa Shiikwa          | Khomas           |
| 2006 | Anna Svetlana Nashandi | Khomas           |
| 2007 | Marichen Luiperth      | Erongo           |
| 2008 | Marelize Robberts      | Khomas           |
| 2009 | Happie Ntelamo         | Zambezi          |
| 2010 | Odile Gertze           | Khomas           |
| 2011 | Luzaan van Wyk         | Khomas           |
| 2012 | Tsakana Nkandih        | Oshikoto         |
| 2013 | Paulina Malulu         | Khomas           |
| 2014 | Brumhilda Ochs         | Khomas           |
| 2015 | Steffi Van Wyk         | Khomas           |
| 2016 | Lizelle Esterhuizen    | Khomas           |
| 2017 | Suné January           | Hardap           |
| 2018 | Selma Kamanya          | Kavango del Este |
| 2019 | Nadja Breytenbach      | Khomas           |
| 2021 | Chelsi Shikongo        | Erongo           |
| 2022 | Cassia Sharpley        | Windhoek         |
| 2023 | Jameela Uiras          | Khomas           |
| 2024 | Prinsca Anyolo         | Windhoek         |
| 2025 | Johanna Swartbooi      | Karas            |

## Representación por año

### Miss Universo Namibia
: Declarada como ganadora
     : Terminó como finalista
     : Terminó como una de las semifinalistas o cuartofinalistas
     : Terminó como ganadora de premios especiales
| Año                           | Región                                                                      | Miss Namibia                                                                | Posición                                                                    | Premios especiales                                                          | Notas |
| ----------------------------- | --------------------------------------------------------------------------- | --------------------------------------------------------------------------- | --------------------------------------------------------------------------- | --------------------------------------------------------------------------- | --- |
| 2025                          | Karas                                                                       | Johanna Swartbooi                                                           | Por competir                                                                | Por competir                                                                | |
| 2024                          | Windhoek                                                                    | Prinsca Anyolo                                                              | No clasificó                                                                |                                                                             | |
| 2023                          | Windhoek                                                                    | Jameela Uiras                                                               | Top 20                                                                      |                                                                             | |
| 2022                          | Windhoek                                                                    | Cassia Sharpley                                                             | No clasificó                                                                |                                                                             | |
| 2021                          | Walvis Bay                                                                  | Chelsi Shikongo                                                             | No clasificó                                                                |                                                                             | |
| 2020                          | Debido al impacto de la pandemia de COVID-19, no hubo representante en 2020 | Debido al impacto de la pandemia de COVID-19, no hubo representante en 2020 | Debido al impacto de la pandemia de COVID-19, no hubo representante en 2020 | Debido al impacto de la pandemia de COVID-19, no hubo representante en 2020 | Debido al impacto de la pandemia de COVID-19, no hubo representante en 2020                                 |
| 2019                          | Windhoek                                                                    | Nadja Breytenbach                                                           | No clasificó                                                                |                                                                             | |
| 2018                          | Rundu                                                                       | Selma Kamanya                                                               | No clasificó                                                                |                                                                             | |
| 2017                          | Rehoboth                                                                    | Suné January                                                                | No clasificó                                                                |                                                                             | |
| 2016                          | Windhoek                                                                    | Lizelle Esterhuizen                                                         | No clasificó                                                                |                                                                             | |
| No compitió entre 2014 y 2015 |                                                                             |                                                                             |                                                                             |                                                                             | |
| 2013                          | Windhoek                                                                    | Paulina Malulu                                                              | No clasificó                                                                |                                                                             | Antes de ser nombrada Miss Namibia, Paulina compitió en Miss Internacional 2012 y llegó al Top 15 en Japón. |
| 2012                          | Tsumeb                                                                      | Tsakana Nkandih                                                             | No clasificó                                                                |                                                                             | |
| No compitió entre 2010 y 2011 |                                                                             |                                                                             |                                                                             |                                                                             | |
| 2009                          | Caprivi                                                                     | Happie Ntelamo                                                              | No clasificó                                                                |                                                                             | |
| No compitió entre 2007 y 2008 |                                                                             |                                                                             |                                                                             |                                                                             | |
| 2006                          | Windhoek                                                                    | Anna Svetlana Nashandi                                                      | No clasificó                                                                |                                                                             | |
| 2005                          | Windhoek                                                                    | Adele Basson                                                                | No clasificó                                                                |                                                                             | |
| 2004                          | No compitió                                                                 | No compitió                                                                 | No compitió                                                                 | No compitió                                                                 | No compitió                                                                                                 |
| 2003                          | Windhoek                                                                    | Ndapewa Alfons                                                              | Top 10                                                                      |                                                                             | |
| 2002                          | Windhoek                                                                    | Michelle Heita                                                              | No clasificó                                                                |                                                                             | |
| 2001                          | No compitió                                                                 | No compitió                                                                 | No compitió                                                                 | No compitió                                                                 | No compitió                                                                                                 |
| 2000                          | Windhoek                                                                    | Mia de Klerk                                                                | No clasificó                                                                |                                                                             | |
| 1999                          | Windhoek                                                                    | Vaanda Katjuongua                                                           | No clasificó                                                                |                                                                             | Dirección de Conny Maritz                                                                                   |
| 1998                          | Windhoek                                                                    | Retha Reinders                                                              | No clasificó                                                                |                                                                             | |
| 1997                          | Windhoek                                                                    | Sheya Shipanga                                                              | No clasificó                                                                |                                                                             | Dirección de Danie Botes                                                                                    |
| 1996                          | Windhoek                                                                    | Faghma Absalom                                                              | No clasificó                                                                |                                                                             | |
| 1995                          | Windhoek                                                                    | Patricia Burt                                                               | No clasificó                                                                |                                                                             | La primera edición de Miss Universo celebrada en Namibia.                                                   |
| 1994                          | Windhoek                                                                    | Barbara Kahatjipara                                                         | No clasificó                                                                | - Miss Simpatía                                                             | |
| 1993                          | Windhoek                                                                    | Anja Schroeder                                                              | No clasificó                                                                |                                                                             | |
| 1992                          | Windhoek                                                                    | Michelle McLean                                                             | Miss Universo 1992                                                          |                                                                             | |
| 1991                          | Windhoek                                                                    | Ronel Liebenberg                                                            | No clasificó                                                                |                                                                             | |
| No compitió entre 1985 y 1990 |                                                                             |                                                                             |                                                                             |                                                                             | |
| 1984                          | Windhoek                                                                    | Peta Harley-Peters                                                          | No clasificó                                                                |                                                                             | |
| 1983                          | Windhoek                                                                    | Astrid Klotzch                                                              | No clasificó                                                                |                                                                             | |
| 1982                          | Windhoek                                                                    | Desere Kotze                                                                | No clasificó                                                                |                                                                             | |
| 1981                          | Windhoek                                                                    | Antoinette Knoetze                                                          | No clasificó                                                                |                                                                             | Dirección de Nic Kruger                                                                                     |

### Miss Mundo Namibia
: Declarada como ganadora
     : Terminó como finalista
     : Terminó como una de las semifinalistas o cuartofinalistas
     : Terminó como ganadora de premios especiales
Desde 2025, la representante de Namibia para Miss Mundo es seleccionada por una organización diferente.
| Año                           | Región      | Miss Mundo Namibia     | Posición     | Premios especiales                                                                      | Notas                             |
| ----------------------------- | ----------- | ---------------------- | ------------ | --------------------------------------------------------------------------------------- | --------------------------------- |
| 2025                          | Windhoek    | Selma Kamanya          | Top 8        | - Deportes (Top 32) - Head to Head (Top 8) - Multimedia (Top 20) - Top Model (ganadora) |                                   |
| 2023                          | Swakopmund  | Leoné Van Jaarsveld    | No clasificó | - Deportes (Top 32)                                                                     |                                   |
| 2021                          | Kunene      | Annerie Mare           | No clasificó |                                                                                         |                                   |
| No compitió entre 2016 y 2020 |             |                        |              |                                                                                         |                                   |
| 2015                          | Windhoek    | Steffi Van Wyk         | No clasificó | - Deportes                                                                              |                                   |
| 2014                          | Windhoek    | Brumhilda Ochs         | No clasificó | - Top Model (Top 20)                                                                    |                                   |
| 2013                          | Windhoek    | Paulina Malulu         | No clasificó |                                                                                         |                                   |
| 2012                          | No compitió | No compitió            | No compitió  | No compitió                                                                             | No compitió                       |
| 2011                          | Windhoek    | Luzaan van Wyk         | No clasificó |                                                                                         |                                   |
| 2010                          | Windhoek    | Odile Gertze           | Top 25       |                                                                                         |                                   |
| 2009                          | Caprivi     | Happie Ntelamo         | No clasificó | - Belleza Playera (Top 20)                                                              |                                   |
| 2008                          | Windhoek    | Marelize Robberts      | No clasificó | - Top Model (Top 32)                                                                    |                                   |
| 2007                          | Swakopmund  | Marichen Luiperth      | No clasificó |                                                                                         |                                   |
| 2006                          | Windhoek    | Anna Svetlana Nashandi | Top 17       |                                                                                         |                                   |
| 2005                          | Windhoek    | Leefa Shiikwa          | No clasificó |                                                                                         |                                   |
| 2004                          | Windhoek    | Adele Basson           | No clasificó |                                                                                         |                                   |
| 2003                          | Windhoek    | Petrina Thomas         | No clasificó |                                                                                         |                                   |
| 2002                          | Windhoek    | Ndapewa Alfons         | No clasificó |                                                                                         |                                   |
| 2001                          | Windhoek    | Michelle Heita         | No clasificó |                                                                                         |                                   |
| 2000                          | Windhoek    | Mia de Klerk           | No clasificó |                                                                                         |                                   |
| No compitió entre 1998 y 1999 |             |                        |              |                                                                                         |                                   |
| 1997                          | Windhoek    | Sheya Shipanga         | No clasificó |                                                                                         |                                   |
| No compitió entre 1994 y 1996 |             |                        |              |                                                                                         |                                   |
| 1993                          | Windhoek    | Barbara Kahatjipara    | No clasificó |                                                                                         |                                   |
| 1992                          | Windhoek    | Anja Schroeder         | No clasificó |                                                                                         |                                   |
| 1991                          | Windhoek    | Michelle McLean        | Top 5        |                                                                                         | Posteriormente Miss Universo 1992 |
| 1990                          | Windhoek    | Ronel Liebenberg       | No clasificó |                                                                                         |                                   |
| 1989                          | Windhoek    | Emsie Esterhuizen      | No clasificó |                                                                                         | Dirección de Nic Kruger           |

### Miss Tierra Namibia
: Declarada como ganadora
     : Terminó como finalista
     : Terminó como una de las semifinalistas o cuartofinalistas
     : Terminó como ganadora de premios especiales
La segunda finalista de Miss Namibia representa a su país en Miss Tierra.
| Año                           | Región      | Miss Tierra Namibia | Posición en Miss Tierra | Premios especiales         | Notas       |
| ----------------------------- | ----------- | ------------------- | ----------------------- | -------------------------- | ----------- |
| 2023                          | Ohangwena   | Martha Kautanevali  | No clasificó            |                            |             |
| 2022                          | Windhoek    | Diana Andimba       | Top 20                  | - Mejor Eco Video (África) |             |
| No compitió entre 2017 y 2021 |             |                     |                         |                            |             |
| 2016                          | Tsumeb      | Elize Shakalela     | No clasificó            |                            |             |
| 2015                          | No compitió | No compitió         | No compitió             | No compitió                | No compitió |
| 2014                          | Windhoek    | Paulina Malulu      | No clasificó            |                            |             |